# Paweł Sarnecki

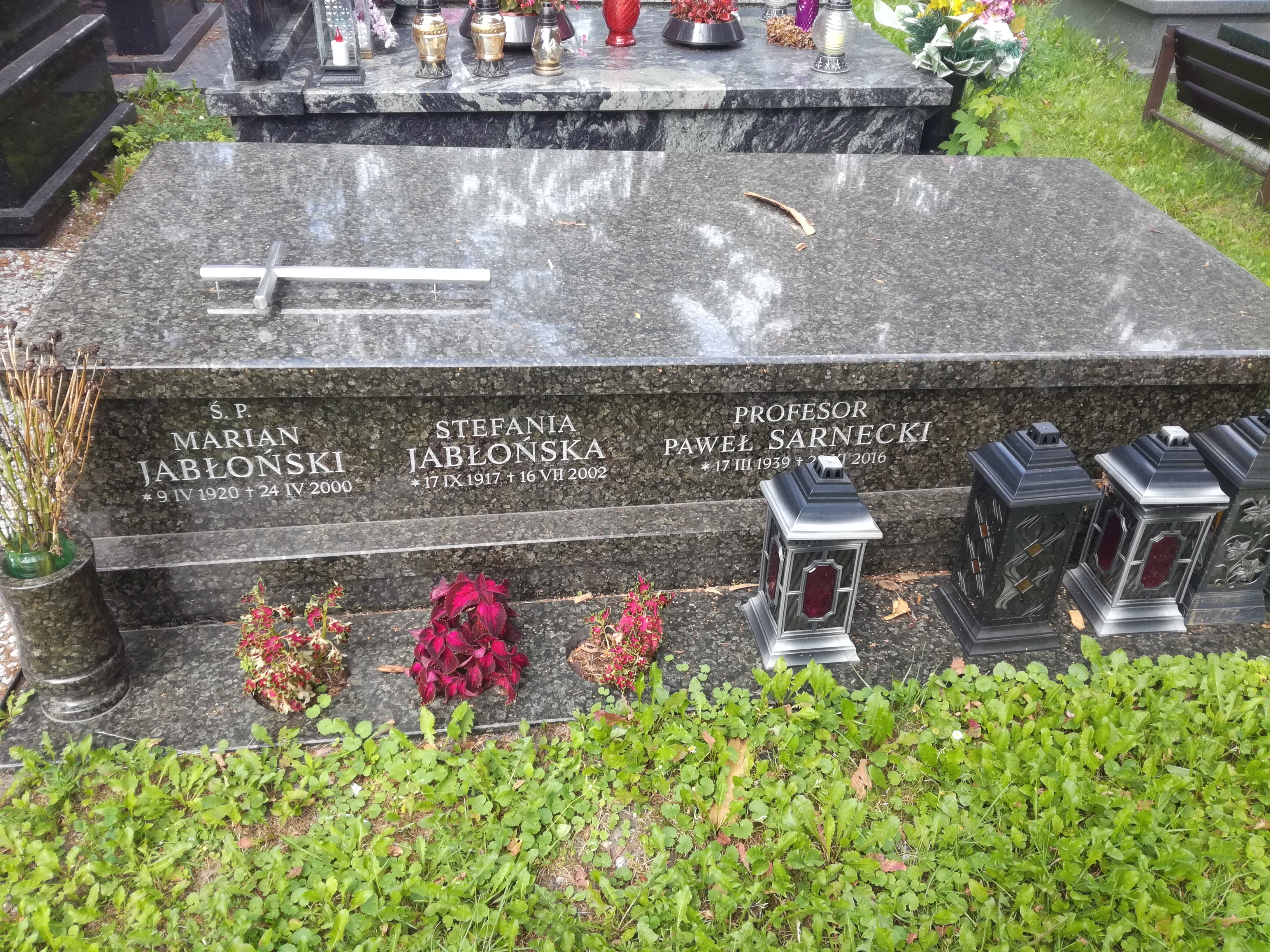
Grób Pawła Sarneckiego na cmentarzu wojskowym przy ul. Prandoty

Paweł Stanisław Sarnecki (ur. 17 marca 1939 w Kielcach, zm. 28 listopada 2016 w Krakowie) – polski prawnik, konstytucjonalista, profesor nauk prawnych, profesor zwyczajny Uniwersytetu Jagiellońskiego.

## Życiorys
Syn Henryka i Marii. Absolwent I Liceum Ogólnokształcącego im. Stefana Żeromskiego w Kielcach. Następnie ukończył prawo na Uniwersytecie Jagiellońskim w Krakowie. Podczas studiów działał w Towarzystwie Przyjaciół ONZ i Towarzystwie Biblioteki Słuchaczów Prawa Uniwersytetu Jagiellońskiego. W 1969 uzyskał stopień doktora nauk prawnych w oparciu o pracę pt. Wytyczne w systemie rad narodowych. Habilitował się w 1978 na podstawie rozprawy zatytułowanej Rząd a parlament Konfederacji Szwajcarskiej. W 1988 uzyskał tytuł naukowy profesora.
Od ukończenia studiów zawodowo związany z Wydziałem Prawa i Administracji UJ. Zaczynał jako asystent profesora Witolda Zakrzewskiego. Doszedł do stanowiska profesora zwyczajnego UJ. Pełnił (do 2009) funkcję kierownika Katedry Prawa Konstytucyjnego tej uczelni. Był również wykładowcą Wyższej Szkoły Administracji Publicznej w Kielcach oraz Wyższej Szkoły Ekonomii, Prawa i Nauk Medycznych im. prof. Edwarda Lipińskiego w Kielcach.
Był członkiem i wiceprezesem Polskiego Towarzystwa Prawa Konstytucyjnego, udzielał się jako ekspert Komisji Konstytucyjnej Zgromadzenia Narodowego, która opracowała projekt obecnie obowiązującej Konstytucji Rzeczypospolitej Polskiej z 1997. Do 2006 był zatrudniony w Biurze Studiów i Ekspertyz Kancelarii Sejmu na stanowisku głównego specjalisty do spraw legalizacji, a do 2016 zastępcą redaktora naczelnego „Przeglądu Sejmowego” i członkiem kolegium redakcyjnego tego czasopisma.
Był autorem licznych publikacji z zakresu prawa konstytucyjnego, jego dorobek naukowy objął kilka książek własnych (m.in. Ustroje konstytucyjne państw współczesnych, Prawo o stowarzyszeniach. Komentarz), kilkanaście napisanych wspólnie z innymi autorami (m.in. red. wielokrotnie wznawianego podręcznika akademickiego Prawo konstytucyjne), ponad 150 artykułów, recenzji i innych publikacji.
Został pochowany na cmentarzu wojskowym przy ul. Prandoty (kwatera XCIIIa/II/1).

## Odznaczenia
W 1997, w uznaniu wybitnych osiągnięć w kształtowaniu prawnych podstaw demokratycznego i praworządnego państwa, ze szczególnym uwzględnieniem zasług w tworzeniu nowej Konstytucji Rzeczypospolitej Polskiej, został odznaczony Krzyżem Oficerskim Orderu Odrodzenia Polski.